# Searles
Searles – jednostka osadnicza w Stanach Zjednoczonych, w stanie Minnesota, w hrabstwie Brown.